# Championnat de Zurich 2004
La 89e édition de la course cycliste, le Championnat de Zurich a eu lieu le 22 août 2004 et a été remportée par l'Espagnol  Juan Antonio Flecha. Il s'est imposé au sprint.

## Classement final
| #   | Coureur              | Équipe                 | Temps              |
| --- | -------------------- | ---------------------- | ------------------ |
| 1   | Juan Antonio Flecha  | Fassa Bortolo          | en 6 h 13 min 30 s |
| 2   | Paolo Bettini        | Quick Step-Davitamon   | m.t.               |
| 3   | Jérôme Pineau        | Brioches La Boulangère | m.t.               |
| 4   | Dmitriy Fofonov      | Cofidis                | m.t.               |
| 5   | Michael Albasini     | Phonak Hearing Systems | m.t.               |
| 6   | Davide Rebellin      | Team Gerolsteiner      | m.t.               |
| DSQ | Michael Barry        | US Postal Service      | m.t.               |
| DSQ | George Hincapie      | US Postal Service      | m.t.               |
| 9   | Óscar Freire         | Rabobank               | m.t.               |
| 10  | Massimiliano Gentili | Domina Vacanze         | m.t.               |